# Pteronemobius obscurior
Pteronemobius obscurior är en insektsart som beskrevs av Lucien Chopard 1957. Pteronemobius obscurior ingår i släktet Pteronemobius och familjen syrsor. Inga underarter finns listade i Catalogue of Life.